# 바시르 압디
바시르 압디(네덜란드어: Bashir Abdi, 네덜란드어 발음: [baˈʃiːr ˈɑbdi], 1989년 2월 10일~)는 벨기에의 육상 선수로 주 종목은 마라톤이다. 올림픽에 3회 참가했고 2020년 하계 올림픽 남자 마라톤 종목에서 동메달, 2024년 하계 올림픽 남자 마라톤 종목에서 은메달을 획득했다.
소말리아에서 태어나 소말리아 내전을 피해 벨기에로 이주하여 벨기에 국적을 취득했다. 현재 벨기에 남자 마라톤 유럽 기록을 보유하고 있다.